# Theódorosz Bériosz
Teodorosz Beriosz (Athén, 1989. március 21. –) görög labdarúgó, a görög AO Xenofon játékosa.

## Pályafutása
Beriosz alacsonyabb osztályú görög klubokban kezdte meg labdarúgó-pályafutását, majd 2012-ben leszerződtette őt az akkor cseh másodosztályú FK Čáslav csapata. Fél évnyi játék után visszaigazolt Görögországba, ahol az élvonalbeli PASZ Jánina játékosa lett, 2012 és 2018 között közel száz bajnoki mérkőzésen lépett pályára a csapat színeiben. 2018 nyarán szerződtette őt a magyar elsőosztályú Kisvárda FC.

## Magánélete
Édesapja, Eliasz görög válogatott labdarúgó volt a nyolcvanas években.